# Píer Mauá (espaço público)

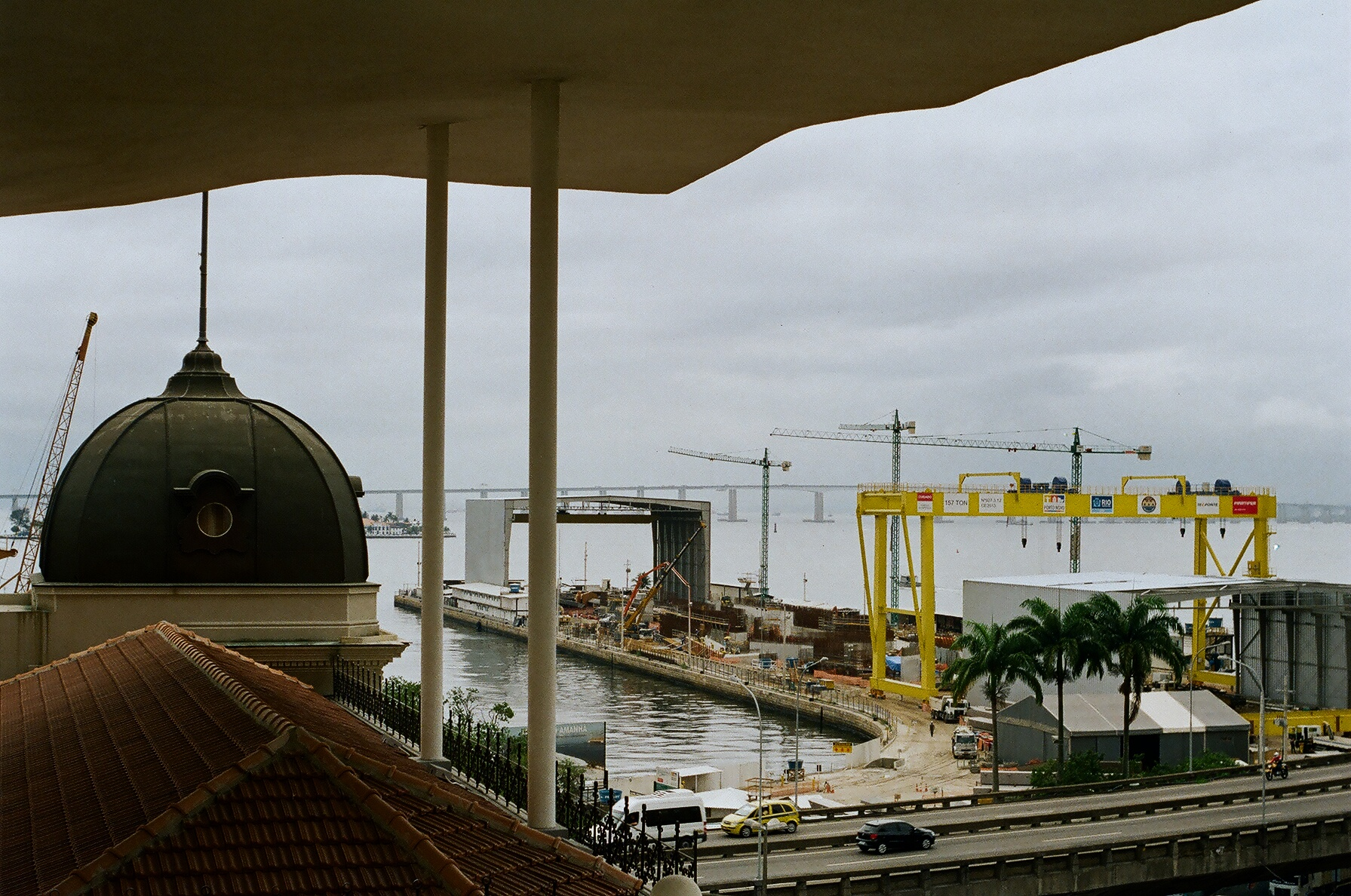
Píer Mauá, em foto tirada do Museu de Arte do Rio, durante as obras de construção do Museu do Amanhã, em 2013.

O Píer Oscar Weinschenck, mais conhecido como Píer Mauá, é um espaço público situado no bairro do Centro, na Zona Central da cidade do Rio de Janeiro. Com cerca de 45 mil m² de área, integra a Orla Conde, um passeio público que margeia a Baía de Guanabara.
As obras de construção do píer tiveram início em 1948, tendo sido concluídas em 1953. A finalidade original do píer seria receber transatlânticos que desembarcariam turistas estrangeiros na cidade durante a Copa do Mundo FIFA de 1950, no entanto isso não ocorreu e o espaço ficou sem uma destinação específica durante décadas. Desde dezembro de 2015 abriga o Museu do Amanhã, projetado por Santiago Calatrava e um dos principais museus do Rio de Janeiro.
O nome Píer Oscar Weinschenck é uma homenagem a Oscar Weinschenck, ex-prefeito do município de Petrópolis. Weinschenck foi o engenheiro responsável pelo projeto de ampliação do Porto do Rio de Janeiro na década de 1940.